# Palonosetron
Palonosetron (DCI) ou palonosetrona é um fármaco utilizado pela medicina como antiemético de segunda geração, nas náuseas e vômitos ocasionados pela quimioterapia. Pertence ao grupo dos antagonistas da serotonina.
Dr. Mitsue Saito e equipe, do Hospital Universitário de Juntendo, em Tóquio mostraram que este princípio ativo compara-se com o granissetrom, na prevenção dos vômitos na fase imediata, sendo superior na fase retardada. Este estudo foi publicado na revista científica Lancet Oncology, e envolveu 1143 pacientes.

## Nomes comerciais
- Aloxi®[2]